# Quentin Rollet
Quentin Rollet (né le 26 août 1974) est un musicien français cofondateur des labels Rectangle, reQords et BISOU Records.

## Biographie
Quentin Rollet a été sensibilisé à la musique improvisée dès son enfance. Fils de Christian Rollet (membre fondateur de l’ARFI), il assiste à ses concerts et l’accompagne ensuite en tournée où il se familiarise rapidement avec des univers sonores libre et expérimentaux. Il entame sa pratique du saxophone à 11 ans dans une école de jazz, pour ensuite entrer au conservatoire. À la suite d'un apprentissage classique de son instrument, il se rapproche d’esthétiques plus contemporaines qui viennent attiser sa curiosité pour des formes musicales moins conventionnelles.
Après quelques expériences au sein de différentes formations, c’est en 1992 que Quentin Rollet rencontre Fabrice et Nicolas Laureau, membres de Prohibition. C’est par son intermédiaire que le groupe signera ses deux premiers albums au sein du label Distortion. Quentin Rollet est rapidement intégré au groupe en live, puis sur leurs albums, pour finir par devenir un membre permanent de la formation jusqu’à sa dissolution en 1999.
En parallèle et à la suite de cette expérience de la scène en Europe et aux Etats-Unis, Quentin Rollet participe à de nombreux projets pour des durées plus ou moins longues. On peut citer sa contribution au sein de l’Akosh S. Unit de 1999 à 2005 sur scène et sur différents albums, mais également de manière plus ponctuelle avec différents musiciens et formations tels que The Red Krayola, Melmac, Mendelson, Dragibus, Herman Dune, Phoebe Killdeer & The Short Straws, David Grubbs, Thierry Müller, Rubin Steiner, Jérôme Lorichon, Charlie O, Dan-Charles Dahan, eRikm, Zsolt Söres, Pal Toth, Jean-Noël Cognard, Jean-Pierre Barja, Jac Berrocal, Rivkah, Benoît de Villeneuve, Andrew Liles et bien d’autres. Présent sur scène sur une partie ou sur la totalité de certains albums, Quentin Rollet y propose une approche entièrement improvisée et libre de différents saxophones ou d’instruments divers. En 2011, il rencontre Colin Potter avec qui il se lance dans un album en duo. Ce projet va l’amener à se produire sur différentes scènes avec Nurse With Wound et à intervenir sur plusieurs albums depuis 2016.
Très tôt, Quentin Rollet va également jouer le rôle de producteur pour les projets qui lui tiennent à cœur. En 1995, il cofonde le label Rectangle avec Noël Akchoté. Le label se veut l’outil pour rendre possible les rencontres entre des artistes aux univers parfois éloignés. Plus de cinquante références ont ainsi été produites de manière indépendante durant les dix ans d’existence de Rectangle, avec un souci d’adapter le support au contenu et non l’inverse. Ainsi, le label a produit des vinyles de différents formats et des Cds.
Depuis 2015, Quentin Rollet codirige un nouveau label en compagnie d’Isabelle Magnon nommé Bisou Records. Dans le prolongement de Rectangle, Bisou s’attache avant tout à produire des rencontres artistiques et musicales parfois impromptues, sans s’attacher à une ligne éditoriale de genre.

## Discographie

### Albums
- 2025 Natuitive Speakers - CD, Klanggalerie - Sylvia Bruckner / Ivan Palacký  / Quentin Rollet / Yoram Rosilio / Jaroslav Šťastný
- 2025 Planisphere - LP,CD, DL - Prohibited Records - Jérôme Lorichon / Quentin Rollet
- 2024 Correspondant à une lettre - CD, BISOU records - Paul Collins / Patrick Müller / Thierry Müller / Quentin Rollet
- 2024 Nosferatu - Livre/CD, BISOU records - Jérôme Lorichon / Emmanuelle Parrenin / Quentin Rollet
- 2023 Eaux d'artifice - 10" lathe-cut,  reQords - Quentin Rollet (feat. David Sink)
- 2023 Les siphonophores des eaux froides et profondes de l'Arctique - LP, Hands In The Dark - Pointe du Lac
- 2023 Furie - CD,  reQords - Mathieu Bec / Quentin Rollet
- 2023 Le vieux fusible / The Singles - double CD,  reQords / Décimation sociale - Romain Perrot / Quentin Rollet
- 2023 Espaces en l'espèce - CD,  reQords - Jean-Marc Foussat / Claude Parle / Quentin Rollet / Makoto Sato
- 2023 A Fothermass Abominesque - CD,  reQords - Quentin Rollet / James Worse
- 2022 Recorded Yesterday and on Sale Today - CD,  reQords - Eugene Chadbourne / Quentin Rollet

- 2022 The New Me - CD,  reQords - Quentin Rollet / Andrew Sharpley

- 2022 Débordements - CD,  reQords / tour de bras - Quentin Rollet / Xavier Mussat
- 2021 Shampanskoye - CD, reQords - Alexei Borisov / Jérôme Lorichon / Olga Nosova / Quentin Rollet
- 2021 Quoi qu'il en soit / La chute de l'ange - Livre/CD,  BISOU records - Ghédalia Tazartès / Jérôme Lorichon / Quentin Rollet
- 2020 Le cas très inquiétant de ton cri - Livre/CD, BISOU records - MelmACHello (A.C. Hello & Melmac)
- 2020 mettent une ambiance de malade ! - CD, reQords / Label Mk - Kim Giani & Quentin Rollet
- 2020 Vents - CD, trAce Label /  BISOU records - Denis Lavant / Patrick Müller / Quentin Rollet
- 2020 L'impatience des invisibles - CD, reQords / Décimation sociale - Quentin Rollet & Romain Perrot
- 2020 s/t - Cassette, Tanzprocess, PQ (Philémon Girouard/Quentin Rollet)
- 2020 split cassette - Cassette, Scum Yr Earth, Quentin Rollet - City Dragon
- 2020 La pute en circuit - Cassette, Scum Yr Earth - Andy Bolus / Romain Perrot / Quentin Rollet
- 2019  Le retour de  - CD, Trace Label – La Vierge de Nuremberg (Jac Berrocal, Quentin Rollet, Philippe Tiphaine, Jean Pierre Barja, Rivkah)
- 2019 La chanson des vieux époux / Vengeance - Livre+CD, Editions Lenka Lente - Pierre Loti / Quentin Rollet et Vomir
- 2018 s/t - 8’’, Mind Records - Quentin Rollet et Vomir
- 2018 The Man Who Floated Away / The Closer Your Are To The Centre, The Further You Are To The Edge - LP/CD, BISOU Records - Edward Ka-Spel et Steven Stapleton / Colin Potter et Quentin Rollet
- 2018  Entrée des Puys de grêle  - CD, BISOU Records - Jean-Marc Foussat, Quentin Rollet et Christian Rollet
- 2016  Qui a vu ce mystère   - CD, Improvising Beings - Jean-Marc Foussat, Augustin Brousseloux, Quentin Rollet
- 2015 On your body’s landscape  - LP, BISOU Records – Quentin Rollet, Thierry Müller
- 2015  The Return of Q&A  - Digital, Noël Akchoté Downloads – Noël Akchoté, Quentin Rollet
- 2015  Twenty Years of Prohibited Records Vol.2 : Curiosities  - Compilation, Cassette, Prohibited Records – Jérôme Lorichon, Quentin Rollet
- 2013   N.Q.O Live at Instants Chavirés  - Digital, Re-Rectangle – Charlie O, Noël Akchoté, Quentin Rollet
- 2013 Sonic Protest 2013  - Compilation, 2CD, Sonic Protest – Trio Barroco ( Quentin Rollet, Jean Pierre Barja, Jean-Noël Cognard)
- 2012  Le retour de  - LP, Disques Bloc Thyristors, Bimbo Tower Records – La Vierge de Nuremberg (Jac Berrocal, Quentin Rollet, Philippe Tiphaine, Jean Pierre Barja, Rivkah)
- 2012  Nature contre Culture  - CD, ReQords – danQ (dan.digital, Quentin Rollet)
- 2009  PAW MUSIC - CD, ReQords / Ronda / Heyermers Discorbie – én, Q., Ahad (Pal Toth, Quentin Rollet, Zsolt Söres)
- 2001  MOSQ  - CD, Rectangle – MOSQ (eRikm, Charlie O, Akosh S, Quentin Rollet)
- 1999  Q.O  - 45t, Rectangle – Q.O (Quentin Rollet, Charlie O)
- 1994  aka Doug  - 45t, Rectangle – Q. (Quentin Rollet)

### En tant qu’invité
- 2024 Klusterfuck - 10", Dirter Promotions - Nurse With Wound
- 2024 Music For Healing - K7, Planisphère - Richard Francès & Konpyuta
- 2024 The Last Man Before Dawn - CD, trAce Label - Laurent Saiët & Guests
- 2024 Crabe Géant - CD, Johnkôôl Records - Colin Johnco
- 2024 String Cheese Theory - LP, No Salad Records - Molto Morbidi
- 2023 Targala, la maison qui n'en est pas une - CD, Johnkôôl Records - Emmanuelle Parrenin
- 2023 A Topography Of Lucid Confusion - 2xCD, United Dairies - irr. app. (ext.) / Nurse With Wound
- 2022 Seminal - CD, £@B - Frédéric Acquaviva
- 2022 Haut-Coeur - CD,  Fou Records - Emmanuelle Parrenin / Jean-Marc Foussat / Quentin Rollet
- 2022 Collapsus - CD, trAce Label - Guillaume Loizillon
- 2022 Boris DMS Songs - 2xLP, Ludo Morillon
- 2021 Le dernier album - CD/LP, Ici, d'ailleurs - Mendelson
- 2021 After The Wave - CD/Digital, trAce Label - Laurent Saïet & Guests
- 2021 Chemical Playschool Vol. 21 & 22 - 2LP/2CD/2Cassette/Digital, Terminal Kaleidoscope / With Cat Records - The Legendary Pink Dots
- 2021 Lotus Blossom - LP/CD, LB Records - Lotus Blossom
- 2021 Jours de grève - LP, Verstalie Records - Emmanuelle Parrenin / Detlef Weinrich
- 2020 The Dream Of Reason Brings Forth Monsters - Magazine/CD, Drag Acid/Thirtythree-45 - Nurse With Wound
- 2020 2 - LP, Alpage Records - Pointe du Lac
- 2020 Iron Pourpre - LP/CD, Jelodanti/Araki - A Shape
- 2020 Revisited 00-19 - Digital, trAce Label - Laurent Saiët
- 2019 The Top Of The Left Ear / Sorcière, Ma Mère - Livre + CD, Lenka Lente - Nurse With Wound / Hanns Heinz Ewers
- 2019 Arcane Reawakening X - CD - Nurse With Wound
- 2019 Reconstitution d'une o - CD, Trace Label - Damien Schultz
- 2019 Animal Fièvre - double CD, Trace Label - A.C. Hello
- 2019 Wastelands / Lawrence Of Arabia - CD, Klang Galerie - Denis Frajerman
- 2018  Le tunnel végétal – LP/CD, Talitres – Thousand
- 2018  Aux antipodes de la froideur  - 3LP, Disques Bloc Thyristors – Entrechoc (Marc Charig, Michel Pilz, Quentin Rollet, Marcio Mattos, Jean-Noël Cognard)
- 2018  The Call of Lovecraft  - CD, trAce Label – Laurent Saïet
- 2017  Rapport à une académie / Kafka’s Parachute  - Livre + CD, Lenka Lente – Nurse With Wound
- 2017   Sciences politiques  - LP/CD, Ici, d'ailleurs – Mendelson
- 2016   Dark Drippings  - CD, Errata In Excelsis – Nurse With Wound
- 2016   Dark Fat  - 2CD/3LP, United Dairies – Nurse With Wound
- 2015   DRAME   - 2LP/CD, Platinum Records – DRAME (Rubin Steiner)
- 2015   Parties Ouvertes   - Digital, trAce Label / Stamp Records – Groupe d’essai n°3
- 2015   Twenty Years of Prohibited Records Vol. 1 : Rarities  - Compilation/ Cassette, Prohibited Records – Prohibition
- 2015   Galerie Pache 100   (5 pièces) – Digital, Galerie Pache
- 2014  Wanton Wives, Monstruous Maidens and Wicked Witches  - LP, Blackest Rainbow – Andrew Liles
- 2011  Dry Marks of Memory  - LP/CD, PIAS – Villeneuve
- 2010  Five American Portraits  - LP/CD, Drag City – The Red Krayola avec Art and Language
- 2010  The Big Crunch Theory  - CD, Versatile Records – Lisa Li-Lund
- 2007  Personne ne le fera pour nous  - 2LP/CD, Ici, d'ailleurs – Mendelson
- 2007  Double drums  - CD, Microbe – Charlie O Trio
- 2006  Sunny Morning E.P  - CD, Ever Records – Cyann & Ben
- 2006  Sweet Beliefs  - CD, Ever Records – Cyann & Ben
- 2004  Nap Mint Nap  - CD, Universal – Akosh S. Unit
- 2002  Kaloz I  - CD, Autoproduit – Akosh S. Unit
- 2001  Thirty Minute Raven  - CD, Rectangle – David Grubbs
- 2001  Kebelen  - CD, Universal – Akosh S. Unit
- 2001  Rearcar rearprojection I – Compilation/CD,  Leiterwagen Records – Albert Oehlen
- 2000  The Spectrum Between  - LP/CD, Drag City – David Grubbs
- 2000 Elysian Fields  - Livre/CD, Centre Pompidou / Purple Books – David Grubbs
- 1999  The Coxcomb  - LP, Rectangle – David Grubbs
- 1998  14 Ups and Downs  - LP/CD, Prohibited Records – Prohibition
- 1997  Nêgre blanc  - LP, Rectangle – Jean-Louis Costes
- 1997  #5 Followthetowncrier  - CD, Prohibited Records – Prohibition
- 1996  Towncrier  - LP/CD, Prohibited Records – Prohibition
- 1996  Barbapoux  - CD, Saravah – Dragibus
- 1996  Ursula Minor  - 45t, Popov Island – Ulan Bator
- 1995  Cobweb-day – LP/CD, Semetery records/ Prohibited Records
- 1995  death on a Pale Horse  - 12’’, Semantic - Bästard